# Mígids
Els mígids (Migidae) són una família d'aranyes migalomorfes. Fou descrita per primera vegada per Eugène Simon l'any 1892.
Són unes aranyes petites i poc peludes. Construeixen caus amb opercles per tapar l'entrada. Algunes espècies viuen en hàbitats de falgueres arborescents. Es troben fonamentalment a Sud-amèrica, Àfrica, Madagascar i Oceania (Austràlia, Nova Zelanda i Nova Caledònia).

## Sistemàtica
Segons el World Spider Catalog amb data de 30 de gener de 2019 té les següents espècies reconegudes:
- Bertmainius Harvey, Main, Rix & Cooper, 2015
- Calathotarsus Simon, 1903 (Xile, Argentina)
- Goloboffia Griswold & Ledford, 2001 (Xile)
- Heteromigas Hogg, 1902 (Austràlia)
- Mallecomigas Goloboff & Platnick, 1987 (Xile)
- Micromesomma Pocock, 1895 (Madagascar)
- Migas L. Koch, 1873 (Nova Zelanda, Austràlia)
- Moggridgea O. Pickard-Cambridge, 1875 (Àfrica)
- Paramigas Pocock, 1895 (Madagascar)
- Poecilomigas Simon, 1903 (Àfrica)
- Thyropoeus Pocock, 1895 (Madagascar)

### Superfamília Migoidea
Els mígids són l'única família representant de l'antiga superfamília dels migoïdeus (Migoidea). Les aranyes, tradicionalment, havien estat classificades en famílies que van ser agrupades en superfamílies. Quan es van aplicar anàlisis més rigorosos, com la cladística, es va fer evident que la major part de les principals agrupacions utilitzades durant el segle XX no eren compatibles amb les noves dades. Actualment, els llistats d'aranyes, com ara el World Spider Catalog, ja ignoren la classificació de superfamílies.